# Podporno zdravljenje
Podporno zdravljenje pomeni dodatno zdravljenje ob vzročnem zdravljenju, zdravljenje neželenih učinkov specifične terapije in psihosocialna podpora, in tako lahko zajema medikamentozne in nemedikamentozne pristope. Namen podpornega zdravljenja je izboljšanje bolnikove kakovosti življenja.
Izraz se pogosto uporablja zlasti pri zdravljenju raka in je soroden izrazu paliativno zdravljenje oziroma paliativna oskrba ter nima enoznačne opredelitve. Med podpornim in paliativnim zdravljenjem ni ostre meje in njun obseg dejavnosti se v večjem delu prekriva. Pri podpornem zdravljenju gre za zdravljenje zapletov vzročnega zdravljenja in podporno oskrbo bolnikov s potencialno ozdravljivo boleznijo ali bolnikov, ki so bolezen preživeli, imajo pa lahko tudi pozne posledice specifičnega zdravljenja. Na drugi strani k paliativni oskrbi spadajo dejavnosti, namenjene neozdravljivo obolelim, vse od diagnoze neozdravljive bolezni dalje.